# Vertex Pharmaceuticals
Vertex Pharmaceuticals er en amerikansk biopharma-virksomhed. Vertex blev etableret i 1989 af Joshua Boger og Kevin J. Kinsella.